# Juan Esnáider Ruiz
Juan Esnaider Ruiz (Madrid, Comunidad de Madrid, España, 31 de enero de 1992), es un futbolista español, hijo del exfutbolista argentino Juan Eduardo Esnáider. Se desempeña en la posición de delantero y su actual equipo es el KTP de la Veikkausliiga de Finlandia.

## Trayectoria
Se formó en categoría juvenil en las canteras del Real Madrid C. F. y Villarreal C. F., pasando al Villarreal C. F. "C", segundo filial del club amarillo, en 2011. Ficharía en los años sucesivos por los clubes madrileños C. F. Rayo Majadahonda y Las Rozas C. F., para finalmente recalar en el Real Zaragoza "B".
Debuta como profesional en Segunda División de España con el Real Zaragoza el 9 de marzo de 2014 en el Estadio de La Romareda, durante el partido de liga contra el R. C. D. Mallorca en la temporada 2013/14 de la Segunda División, al sustituir en el minuto ochenta y ocho a Luis García.
Una semana después es convocado de nuevo para el partido contra la S. D. Ponferradina, donde marcaría su primer gol con la elástica del equipo maño.
El 1 de septiembre de 2014 tras ya haber disputado dos partidos de la nueva temporada con el Real Zaragoza "B" ficha por la S. D. Huesca firmando por dos años. En el verano del 2015 ficha por el CD Toledo militando el club castellano en la Segunda División B de España. Luego pasó por varios equipos como el
Laussane-Sport de Suiza y también por otros equipos de España como el AD Mérida o el CD Tudelano, aunque actualmente juega en el CDA Navalcarnero de la Segunda División B de España.

## Clubes
| Club                   | País      | Año       |
| ---------------------- | --------- | --------- |
| Villarreal C. F. "C"   | España    | 2011-2012 |
| C. F. Rayo Majadahonda | España    | 2012      |
| Las Rozas C. F.        | España    | 2012-2013 |
| Real Zaragoza "B"      | España    | 2013-2014 |
| Real Zaragoza          | España    | 2014      |
| S. D. Huesca           | España    | 2014-2015 |
| C. D. Toledo           | España    | 2015-2016 |
| F. C. Lausanne-Sport   | Suiza     | 2016-2017 |
| A. D. Mérida           | España    | 2017      |
| CD Tudelano            | España    | 2017-2018 |
| CDA Navalcarnero       | España    | 2018-2021 |
| KTP                    | Finlandia | 2021-Act  |